# King Kobra

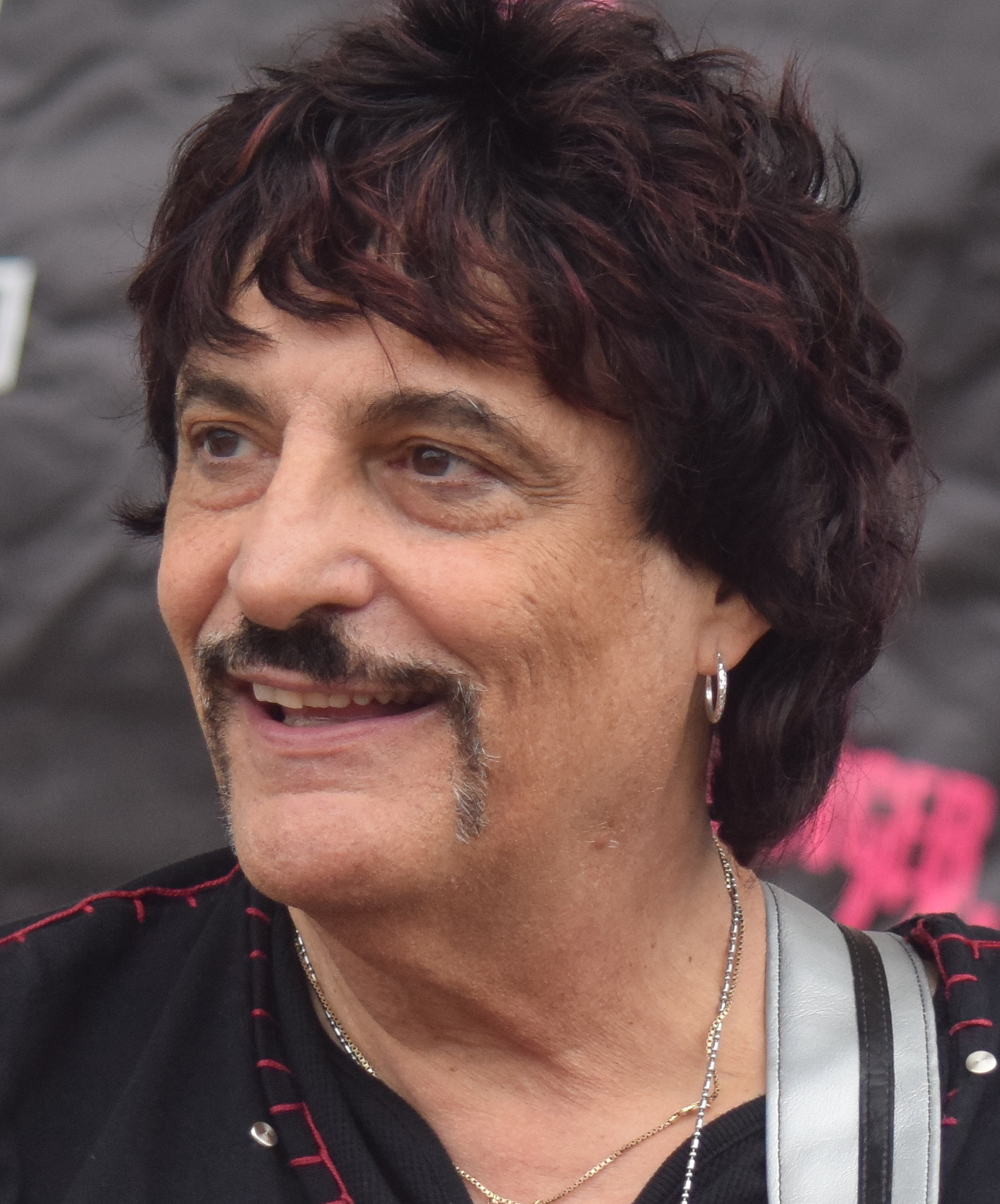
Carmine Appice

I King Kobra sono un gruppo hair metal formato a Los Angeles, California nel 1984.
Formati dal leggendario batterista Carmine Appice, già reduce da numerose esperienze come quelle con i Vanilla Fudge e con Rod Stewart, Appice partecipò anche alla composizione del noto brano di quest'ultimo "Do Ya Think I'm Sexy". I King Kobra si sono riformati nel 2010.

## Storia

### Origini
Il gruppo venne in origine formato dal noto batterista Carmine Appice con l'intento di fondare una superband col nome di D.N.A., assieme al chitarrista Rick Derringer, per alcune date in Giappone. Il chitarrista Ronnie Mancuso (che aveva lavorato con Appice nella riunione dei Vanilla Fudge per l'album Mystery) presentò ad Appice il cantante Mark Free.
Mancuso aveva già suonato con Free in una band di breve vita di Los Angeles chiamata Modern Design e invitò Free nel progetto poiché credette che il cantante fosse perfetto per quel ruolo. Il tour dei D.N.A. però non si svolse, poiché Appice venne invitato a partecipare ad un tour in Europa e in nord America con Ozzy Osbourne nel 1983.
Appice però abbandonò bruscamente la band di Ozzy nel primo 1984, e contattò nuovamente Mark Free. L'intenzione di Appice era quella di comprendere il cantante in un suo eventuale album solista (il primo album solista di Appice uscì come omonimo nel 1982), ma i due fondarono i King Kobra quello stesso anno.

### La carriera
I due reclutarono i chitarristi Mick Swedasky (Mick Sweda) e David Michael Phillips (David Henzerling). Quest'ultimo aveva militato per un breve periodo nella prima formazione dei Keel, ed in precedenza era stato membro dei The Schoolboys, band che successivamente farà strada sotto il nome di Icon.
Il ruolo di bassista vedeva due candidati alle audizioni: Johnny Rod e Gary Moon. Venne poi scelto Rods mentre Moon entrò nei Night Ranger.
Tutti questi musicisti erano stati trovati attraverso degli annunci nel quale erano richiesti membri con dei particolari estetici specifici, ovvero erano ricercati musicisti rigorosamente biondi in contrapposizione al nero e rosso di Appice.
Sotto la gestione del manager Alan Miller, la band trovò un accordo con la Capitol Records per i primi due album. I King Kobra iniziarono a lavorare con il produttore Spencer Proffer (già produttore di Black Sabbath e Quiet Riot, aveva prodotto anche l'album dei Vanilla Fudge Mystery), pubblicando il debut album Ready to Strike, uscito nel 1985. I brani "Hunger" e "Piece of the Rock" contenuti nel disco, erano stati composti dai Kick Axe su commissione del loro produttore Spencer Proffer, per essere assegnati ai Black Sabbath. Questi ultimi rifiutarono però di appropriarsi dei pezzi, e Proffer li assegnerà infine ai King Kobra. Seguirono diversi tour negli Stati Uniti. I Kick Axe in seguito, sotto lo pseudonimo di Spectre General, parteciparono alla colonna sonora del film Transformers con i brani da loro composti che erano stati registrati dai King Kobra. La stessa colonna sonora rifiutata dai Black Sabbath nel periodo in cui Proffer produceva i loro album.
Il secondo album Thrill of a Lifetime (1986), presentava un cambiò di sonorità più indirizzato sulle scie del pop a causa dell'insistenza della Capitol. Il lavoro deluse molti fan che erano stati colpiti dal debut. Infatti l'album ebbe difficoltà a raggiungere il mercato britannico, la FM Revolver lo pubblicò quindi in Gran Bretagna. L'album includeva la traccia Iron Eagle (Never Say Die) inclusa nella colonna sonora del film L'aquila d'acciaio (titolo originale Iron Eagle). 
Mark Free abbandonò la band prima delle registrazioni del terzo album perché frustrato dal mancato successo, e a causa del contratto non rinnovato dalla Capitol. Intraprenderà strade musicali differenti e pubblicherà nel 1993 un album solista intitolato Long Way From Love. Più tardi ancora si sottoporrà ad un intervento chirurghico per cambiare sesso.
In questo periodo la band subisce diversi cambi di formazione. Anche il bassista Rod lasciò la band per raggiungere gli W.A.S.P. (nonostante ciò, contribuì alle nuove registrazioni prima di abbandonare). 
Marq Torien, per un breve periodo chitarrista dei Ratt nel 1982, aveva originariamente sostituito Mark Free nel ruolo di frontman e Loni Black (Lonnie Vincent) prese il posto di Johnny Rod al basso. Loni Black, in precedenza noto come Lonnie Miller, aveva avuto un'esperienza negli Hawk, band nel quale militarono anche Matt Sorum (The Cult, Guns N'Roses), e Scott Travis (Judas Priest, Racer X). Questa formazione ebbe breve vita e durò solo nell'arco del 1986, ma così composta la formazione registrò alcune demo. 
Sweda assieme a Marq Torien e Loni Black fondò i BulletBoys nello stesso 1986, ed il brano "Kissin' Kitty", originariamente suonato dai King Kobra, venne incluso poi nel debut omonimo BulletBoys nel 1988.
La band alla ricerca di un'etichetta, fu una tra le prime a firmare per la nuova label di Gene Simmons. Ma alcune incertezze sulla distribuzione fecero cambiare idea ad Appice che fondò la propria etichetta la Rocker Records.
Mentre in Europa Appice venne portato a seguire Ann Boleyn degli Hellion firmando un contratto per la Music For Nations.
La nuova formazione era composta da Appice, David Micheal Philips, l'ex cantante dei Montrose Johnny Edwards, il chitarrista Jeff Northrup e il bassista Larry Hart. 
Il terzo album dei King Kobra venne pubblicato nel 1988 e venne intitolato King Kobra III. L'album segnava il ritorno alle vecchie sonorità di Ready To Strike che avevano fatto guadagnare una certa notorietà al quintetto, e vedeva la partecipazione straordinaria dell'ex-batterista dei Kiss Peter Criss come corista, assieme all'ex bassista Johnny Rod. La traccia "Meanstreets Machine" venne originariamente scritta nel 1980 per l'EP "Singin', Shoutin" da David Michael-Philips quando ancora militava nei futuri Icon, all'epoca noti come The Schoolboys. Sono comprese nell'album anche due brani scritti da Gene Simmons: "Legends Never Die" e "It's My Life", originariamente inclusi nel primo album solista di Wendy O. Williams dei Plasmatics intitolato WOW (1984). "It's My Life"", scritta da Gene Simmons e Paul Stanley, era in origine stata registrata dai Kiss nel 1982, ma poi accantonata.
Dopo questo lavoro la band si sciolse nello stesso 1988, e i membri presero strade separate.

### Dopo lo scioglimento
Nel 1988 Appice fondò il progetto Black Roses, composto dal chitarrista italiano Alex Masi, e l'ex bassista dei Quiet Riot e Giuffria Chuck Wright. Fu proprio Appice che incluse Mick Sweda nel progetto, assieme al vocalist Mark Free, entrambi ex membri dei King Kobra. Il progetto era stato fondato unicamente per comporre la colonna sonora del film horror omonimo Black Roses (1988), che sarà edita per la Metal Blade Records nel 1988, e conterrà appunto quattro brani dei Black Roses: "Dance On Fire", "Soldiers Of The Night", "Rock Invasion" e "Paradise (We're On Our Way)", assieme ad altre tracce di gruppi come Bang Tango, Lizzy Borden e King Kobra.
Appice successivamente produsse alcuni demo di band emergenti e parteciperà a vari progetti come l'omonimo album dei Blue Murder nel 1989. Phillips formò i "Geronimo" con il cantante Thomas Adam Kelly, e registrò alcune demo conl'ex King Kobra Johnny Rod e con il batterista dei Quiet Riot Frankie Banali. Phillips partecipò a due album pubblicati nel 1989, ovvero Master of Disguise dei Lizzy Borden ed Attack of the Neon Shark di Alex Masi. Inoltre fece parte della band Tomcats con alcuni ex membri degli Icon.
Mick Sweda collaborò con il chitarrista italiano Alex Masi e con il bassista dei Quiet Riot, Giuffria e House of Lords Chuck Wright.
Edwards sostituì invece il cantante Lou Gramm nell'album dei Foreigner Unusual Heat. Edwards registrò anche un singolo con l'ex-Kingdom Come Danny Stag e l'ex batterista dei Cobra e Krokus Jeff Klaven nella band Royal Jelly.
Nel 1999 viene pubblicata la raccolta dei King Kobra The Lost Years.

### Reunion
Appice riformò i King Kobra nel tardo 2000 per registrare un nuovo album. La nuova formazione vedeva Kelly Keeling (ex Baton Rouge, M.S.G.) alla voce, basso e chitarra, Mick Sweda alla chitarra, Steve Fister (ex-Lita Ford) alla chitarra e Carmine Appice alla batteria. 
Carmine contattò anche David Michael Phillips per partecipare al disco ma egli declinò l'offerta.
Il nuovo album si intitolerà "Hollywood Trash" e verrà realizzato nel 2001. 
Questo album si distingue dal precedente, e vede la partecipazione del chitarrista dei Poison C.C. DeVille e anche dell'ex singer Mak Free che presterà la sua voce in un paio di brani.
Una volta completato l'album, Appice intraprende il reunion tour dei Vanilla Fudge nell'agosto 2001.
Dopo questa data la band si sciolse nello stesso anno. Nel 2005 viene pubblicata la seconda raccolta Number One. Quello stesso anno l'ex chitarrista David Michael-Phillips fonda una nuova band chiamata Big Cock, e nel loro album di debutto Year Of The Cock inclusero due cover dei King Kobra, ovvero "Mean Street Machine" e "Take It Off". Nel 2011 e nel 2013, i King Kobra pubblicano due nuovi albums, intitolati "King Kobra" e "King Kobra II".

## Lineup

### Attuale
- Paul Shortino - Voce (2010-presente)
- Mick Sweda - Chitarra, Sintetizzatori (1984-1986, 2000-2001, 2010-presente)
- Johnny Rod - Basso (1984-1986, 2001, 2010-presente)
- David Michael-Philips - Chitarra (1984-1988, 2010-presente)
- Carmine Appice - Batteria (1984-1988, 2000-2001, 2010-presente)

### Ex Membri
- Kelly Keeling - Voce, Chitarra, Basso, Tastiere (2000–2001)
- Steve Fister - Chitarra (2000–2001)
- Johnny Edwards - Voce (1987–1988)
- Jeff Northrup - Chitarra (1987–1988)
- Larry Hart - Basso (1987–1988)
- Mark Free - Voce (1984–1986)
- Marq Torien - Voce (1986)
- Loni Black - Basso (1986)

## Discografia

### Album in studio
- 1985 - Ready to Strike
- 1986 - Thrill of a Lifetime
- 1988 - King Kobra III
- 2001 - Hollywood Trash
- 2011 - King Kobra
- 2013 -  King Kobra II

### Raccolte
- 1999 - The Lost Years
- 2005 - Number One
- 2011 - Legends never die (Ristampa degli albums "King Kobra III" + "Hollywood Trash")

### Singoli e EP
- 1985 - Hunger
- 1986 - Iron Eagle (Never Say Die)
- 1987 - Home Street Home
- 1988 - Take It Off

### Apparizioni
- 1986 - Colonna sonora - Iron Eagle